# Столкновения в Пакраце
Столкновения в Пакраце (хорв. Bitka za Pakrac, Битва за Пакрац в хорватских источниках) — вооружённые столкновения, произошедшие в марте 1991 года в Пакраце, городе в регионе Западная Славония. Это был один из первых крупных боёв между хорватами и сербами как часть Войны в Хорватии. Столкновения начались после того, как после начавшихся увольнений сербов из органов МВД сербские милиционеры захватили полицейский участок и муниципальные учреждения, взяв в плен нескольких хорватских полицейских. Хорватское руководство призвало Министра внутренних дел навести порядок в городе и нанести контрудар. Хорватский полицейский спецназ взял штурмом город и вытеснил из него сербских ополченцев. Для предотвращения дальнейших столкновений в город были введены части Югославской Народной Армии.

## Предпосылки
С 1990 по 1991 годы хорватские сербы находились в оппозиции националистического президента Хорватии Франьо Туджмана. Они собрали Сербское Национальное Вече в июле 1990 года, чтобы предотвратить попытки сепаратизма со стороны хорватов и ущемление своих прав и координировать действия оппозиции. Главой совета был избран Милан Бабич, врач из Книна. Глава полиции Книна, Милан Мартич, был назначен командующим вооружёнными силами. Эти двое людей стали политическими и военными руководителями Республики Сербской Краины, самопровозглашённого государства хорватских сербов.

## Столкновения
Пакрац расположен в регионе Западная Славония. В 1991 году сербов в общине Пакрац было 12 813 (46,44 %), в самом городе — 3 514 (42,86 %). 22 февраля депутаты местной Скупщины проголосовали за присоединение к САО Краине. Это вызвало реакцию в Загребе, после чего из местного полицейского участка началось увольнение сербов. Однако сербы обезоружили хорватских полицейских и взяли их в плен, а затем стали устраивать запугивания и издевательства над пленными хорватами. В ответ на это Туджман призвал Министра внутренних дел Хорватии навести порядок и освободить заложников. В 4:30 утра 2 марта 1991 отряд из двухсот хорватских спецназовцев ворвался в Пакрац. По разным данным, от 32 до 180 сербов были арестованы, жертв и пострадавших не было.
После хорватского штурма вокруг здания милиции начали собираться местные жители-сербы, против которых хорватский спецназ применил слезоточивый газ и физическую силу, грубым образом начав разгонять людей. В результате, по сообщениям из штаба 5-й Военной области, несколько сербских семей покинули город. Один хорватский БТР открыл стрельбу по двум солдатам ЮНА у здания местной больницы, при этом сержант-серб Божанич Саша спас жизнь рядовому-хорвату Роберту Кайбе.
Действия хорватов привели к вмешательству федерального правительства. Член правительства Борислав Йович обратился к Министру обороны Велько Кадиевичу с просьбой отправить отряды ЮНА в город. Прибытие танков из бронетанкового батальона 265-й бригады ЮНА оказалось слишком поздним, и хорватские полицейские без труда заняли город. Тем не менее, сербы отступили к холмам и оттуда открыли огонь по городу. Только после переговоров с хорватами огонь был прекращён, а хорватские спецназовцы покинули его.

## Последствия
Этот инцидент стал предвестником того, что в скором времени между хорватами и сербами могли возникнуть вооружённые столкновения. Сербское правительство сравнивало это с нацистскими преступлениями. Однако путаница была очень и очень сильной: сербские и черногорские СМИ заявляли о том, что в городе было убито до 40 человек, а газета «Вечерние новости» в Белграде на первой полосе размещала новость о якобы убитом православном священнике. Позднее газета утверждала, что он был ранен, затем размещала якобы его обращение. Югославское правительство вскоре поспешило опровергнуть все слухи и заявило, что жертв в Пакраце не было.
Социалистическая партия Сербии, которую возглавлял Слободан Милошевич, назвала действия хорватской полиции «брутальным нападением правительства Хорватии на мирное население Пакраца и фашистским насилием», причём это заявление прозвучало на сербском телевидении и радио. Партия призвала сербов организовывать протесты против насилия со стороны хорватского правительства. Милошевич надеялся на срочную переброску частей ЮНА для подавления бунта в Хорватии, однако это привело только к крупному скандалу между ним и югославским правительством.